# Psammodromus microdactylus
Psammodromus microdactylus is een hagedis die behoort tot de familie echte hagedissen (Lacertidae). De soort is endemisch in Marokko. Het natuurlijke leefgebied bestaat uit mediterrane bossen, bosland en struwelen en gematigde graslanden. De soort wordt bedreigd door habitatverlies.